# Emoia maculata
Emoia maculata är en ödleart som beskrevs av Brown 1953. Emoia maculata ingår i släktet Emoia och familjen skinkar. Inga underarter finns listade i Catalogue of Life.